# Cavendishia dulcis
Cavendishia dulcis är en ljungväxtart som beskrevs av J.L. Luteyn. Cavendishia dulcis ingår i släktet Cavendishia och familjen ljungväxter. Inga underarter finns listade i Catalogue of Life.